# Сан Гуљијелмо (Болоња)
Сан Гуљијелмо (итал. San Guglielmo) је насеље у Италији у округу Болоња, региону Емилија-Ромања.
Према процени из 2011. у насељу је живело 25 становника. Насеље се налази на надморској висини од 19 м.